# Molophilus coronarius
Molophilus coronarius är en tvåvingeart som beskrevs av Alexander 1952. Molophilus coronarius ingår i släktet Molophilus och familjen småharkrankar. Inga underarter finns listade i Catalogue of Life.